# Lijst van olympische medaillewinnaars triatlon
Triatlon is een van de sporten die op de Olympische Spelen worden beoefend. Deze pagina geeft de lijst van olympische medaillewinnaars in deze sport.

## Mannen
| Editie | Goud | Goud                 | Zilver | Zilver                      | Brons | Brons             |
| ------ | ---- | -------------------- | ------ | --------------------------- | ----- | ----------------- |
| 2000   | CAN  | Simon Whitfield      | GER    | Stephan Vuckovic            | CZE   | Jan Řehula        |
| 2004   | NZL  | Hamish Carter        | NZL    | Bevan Docherty              | SUI   | Sven Riederer     |
| 2008   | GER  | Jan Frodeno          | CAN    | Simon Whitfield             | NZL   | Bevan Docherty    |
| 2012   | GBR  | Alistair Brownlee    | ESP    | Francisco Javier Gómez Noya | GBR   | Jonathan Brownlee |
| 2016   | GBR  | Alistair Brownlee    | GBR    | Jonathan Brownlee           | RSA   | Henri Schoeman    |
| 2020   | NOR  | Kristian Blummenfelt | GBR    | Alex Yee                    | NZL   | Hayden Wilde      |
| 2024   | GBR  | Alex Yee             | NZL    | Hayden Wilde                | FRA   | Léo Bergère       |

| Land | Goud | Zilver | Brons |
| ---- | ---- | ------ | ----- |
| GBR  | 3    | 2      | 1     |
| NZL  | 1    | 2      | 2     |
| CAN  | 1    | 1      | 0     |
| GER  | 1    | 1      | 0     |
| NOR  | 1    | 0      | 0     |
| ESP  | 0    | 1      | 0     |
| CZE  | 0    | 0      | 1     |
| FRA  | 0    | 0      | 1     |
| RSA  | 0    | 0      | 1     |
| SUI  | 0    | 0      | 1     |

Meervoudige medaillewinnaars
| Succesvolste                                                 | Meervoudige                                                     |
| ------------------------------------------------------------ | --------------------------------------------------------------- |
| 2-0-0 Alistair Brownlee 1-1-0 Alex Yee 1-1-0 Simon Whitfield | 0-1-1 Jonathan Brownlee 0-1-1 Bevan Docherty 0-1-1 Hayden Wilde |

## Vrouwen
| Editie | Goud | Goud                | Zilver | Zilver               | Brons | Brons          |
| ------ | ---- | ------------------- | ------ | -------------------- | ----- | -------------- |
| 2000   | SUI  | Brigitte McMahon    | AUS    | Michellie Jones      | SUI   | Magali Messmer |
| 2004   | AUT  | Kate Allen          | AUS    | Loretta Harrop       | USA   | Susan Williams |
| 2008   | AUS  | Emma Snowsill       | POR    | Vanessa Fernandes    | AUS   | Emma Moffatt   |
| 2012   | SUI  | Nicola Spirig       | SWE    | Lisa Nordén          | AUS   | Erin Densham   |
| 2016   | USA  | Gwen Jorgensen      | SUI    | Nicola Spirig-Hug    | GBR   | Vicky Holland  |
| 2020   | BER  | Flora Duffy         | GBR    | Georgia Taylor-Brown | USA   | Katie Zaferes  |
| 2024   | FRA  | Cassandre Beaugrand | SUI    | Julie Derron         | GBR   | Beth Potter    |

| Land | Goud | Zilver | Brons |
| ---- | ---- | ------ | ----- |
| SUI  | 2    | 2      | 1     |
| AUS  | 1    | 2      | 2     |
| USA  | 1    | 0      | 2     |
| AUT  | 1    | 0      | 0     |
| BER  | 1    | 0      | 0     |
| FRA  | 1    | 0      | 0     |
| GBR  | 0    | 1      | 2     |
| POR  | 0    | 1      | 0     |
| SWE  | 0    | 1      | 0     |

Meervoudige medaillewinnaars
| Succesvolste            | Meervoudige |
| ----------------------- | ----------- |
| 1-1-0 Nicola Spirig-Hug |             |

## Gemengd team
| Editie | Goud | Goud                                                              | Zilver | Zilver                                                   | Brons | Brons                                                          |
| ------ | ---- | ----------------------------------------------------------------- | ------ | -------------------------------------------------------- | ----- | -------------------------------------------------------------- |
| 2020   | GBR  | Jessica Learmonth Georgia Taylor-Brown Jonathan Brownlee Alex Yee | USA    | Taylor Knibb Katie Zaferes Kevin McDowell Morgan Pearson | FRA   | Cassandre Beaugrand Léonie Périault Dorian Coninx Vincent Luis |
| 2024   | GER  | Tim Hellwig Lisa Tertsch Lasse Lührs Laura Lindemann              | USA    | Seth Rider Taylor Spivey Morgan Pearson Taylor Knibb     | GBR   | Alex Yee Georgia Taylor-Brown Sam Dickinson Beth Potter        |

| Land | Goud | Zilver | Brons |
| ---- | ---- | ------ | ----- |
| GBR  | 1    | 0      | 1     |
| GER  | 1    | 0      | 0     |
| USA  | 0    | 2      | 0     |
| FRA  | 0    | 0      | 1     |

Meervoudige medaillewinnaars
| Succesvolste                              | Meervoudige                             |
| ----------------------------------------- | --------------------------------------- |
| 1-0-1 Georgia Taylor-Brown 1-0-1 Alex Yee | 0-2-0 Taylor Knibb 0-2-0 Morgan Pearson |

Sydney 2000 · 
Athene 2004 · 
Peking 2008 · 
Londen 2012 · 
Rio de Janeiro 2016 · 
Tokio 2020 · 
Parijs 2024 · 
Los Angeles 2028
Medaillewinnaars